# Brieglersberghöhle
Die Brieglersberghöhle (Katasternummer 1625/24) ist eine Höhle im Toten Gebirge auf Bad Mitterndorfer Gemeindegebiet in der Steiermark. Sie befindet sich südlich des Kleinen Brieglersbergs in 1960 m ü. A.. Sie wird auch „Bärenhöhle im Kleinen Brieglersberg“ oder „Hermann Bock-Höhle“, nach ihrem Entdecker Hermann Bock, genannt. Das über 20 Meter breite und 8 Meter hohe Portal der Höhle öffnet sich knapp westlich des Abgrundes, mit dem hier das Zentralplateau der Prielgruppe nach Osten abbricht. In der Höhle wurden Überreste von Höhlenbären gefunden.